# Baatarsuren Shuudertsetseg
Baatarsuren Shuudertsetseg (en mongol: Баатарсүрэн Шүүдэрцэцэг; nacida Baatarsuren Togtokhbayar, en mongol, Баатарсүрэн Тогтохбаяр) (Ulán Bator, 18 de enero de 1971) es una periodista, escritora, cineasta y activista mongola. Ha recibido numerosos premios literarios mongoles, incluidos los premios Libro destacado en 2007 por su novela Шүрэн бугуйвч (Pulsera de coral). Su novela de 2010 Домогт Ану хатан (La reina legendaria Anu) fue nombrada Libro Nacional del Año de la Literatura mongola. En 2012 escribió el guion para producir y dirigir la versión cinematográfica de Домогт Ану хатан, estrenada internacionalmente como La princesa guerrera..
Además de su carrera cinematográfica y de escritora, Shuudertsetseg destaca por sus esfuerzos humanitarios. En 2008, el Comité Organizador de Amnistía Internacional de Mongolia la nombró «Activista de Derechos Humanos del Año» por sus contribuciones a la igualdad de género y los derechos humanos. Forma parte del consejo de administración internacional del Fondo de las Mujeres Mongoles (MONAS) y es miembro del grupo de mujeres de Amnistía Internacional. En 1996, mientras trabajaba de reportera en el diario Ардын эрх (La gente de la derecha), fue nombrada Periodista del año por sus historias sobre los derechos de los niños.

## Juventud
Shuudertsetseg nació en Ulán Bator (Mongolia) el 18 de enero de 1971. Asistió a la Escuela pública primaria 1, y luego en la Escuela secundaria Mustafa Kemal Atatürk (Escuela pública 5), graduándose en 1989. Estudió periodismo en la Universidad Estatal de Irkutsk (Rusia), y luego cursó estudios de postgrado en la Universidad Nacional de Mongolia en Ulán Bator, donde se graduó en 1995 con un máster en periodismo.
Comenzó a trabajar como periodista en 1995 en el apartado Ley y crimen al periódico estatal Ардын эрх (Derechos del pueblo). En 1996 ganó el premio Periodista del año por sus historias sobre los derechos de los niños. Se convirtió en portavoz del gobierno del Partido Demócrata bajo el primer ministro Mendsaikhan Enkhsaikhan en 1997, pero luego se incorporó al centro de periodismo anónimo como directora un año más tarde, en 1998. De 1999 a 2000 fue directora ejecutiva de la Unión de Periodistas de Mongolia. En 2001 se convirtió en editora del Алтан шар сонин (Diario Naranja Dorada). Fue durante su mandato a Алтан шар сонин que adoptó el seudónimo «Shuudertsetseg» («flor de rocío)» basado en la recomendación de su marido.

## Carrera
Shuudertsetseg publicó su primera novela Хулан (Khulan) en 2003. Siguieron varias novelas populares, entre ellas; Шүрэн бугуйвч (Pulsera de coral, 2004), Э-майлаар илгээсэн захиа сарнай (Rosa enviada por correo electrónico), Үйсэн дээрх бичээс (Guion cortado a la madera), Чимээгүй хашгираан (Grito de silencio), Цасан нулимс (Lágrimas de nieve), Зургадугаар сарын цас (Nieve de junio), Сэтгэлийн анир (Paz espiritual), y Novels (Novelas). Sus primeros trabajos trataron principalmente temas de la identidad cultural y nacional mongola y las luchas entre los jóvenes y adultos que viven en la Mongolia moderna.
En 2009, ella y su hija Amina tradujeron El diario de Ana Frank al mongol (Анне Франкийн өдрийн тэмдэглэл). Ese mismo año publicó una colección de biografías sobre conocidas mujeres escritoras Дэлхийн алдартай эмэгтэй зохиолчид (Las mejores escritoras del mundo).
Shuudertsetseg comenzó a escribir ficción histórica, y en 2010 publicó Домогт Ану хатан (La legendaria reina Anu), sobre la reina mongola Anu (siglo XVII) del kanato de Zungaria, quien dirigió tropas y murió en la batalla de Jao Modo en 1696. la obra trató temas tratados en sus obras anteriores, incluyendo la importancia de la familia, el empoderamiento de las mujeres y la identidad nacional. Recibió la nominación de Libro Nacional del Año de la Literatura mongola, y se adaptó al escenario y se interpretó en el Teatro Académico Nacional de Drama en marzo de 2011. Shuudertsetseg adaptó La legendaria reina Anu como largometraje de 2012. Escribió el guion, produjo y dirigió Reina Anu. El espíritu guerrero, también titulado La princesa guerrera, que se convirtió en la película mongola más cara que nunca se ha hecho. Se estrenó en enero de 2013 y se convirtió en una de las películas más importantes de Mongolia.
En 2015 publicó otra novela histórica Үүлэн хээтэй орчлон (Mundo con forma de nube) ambientada durante la lucha por la independencia de Mongolia a principios del siglo XX.

## Trabajo humanitario
Shuudertsetseg es muy activa en la promoción de temas de derechos humanos, especialmente la igualdad de género en Mongolia. En 2008, el Comité Organizador de Amnistía Internacional de Mongolia la nombró «Activista de Derechos Humanos del Año» por su contribución a la igualdad de género y los derechos humanos. Forma parte del consejo de administración internacional del Fondo de Mujeres Mongoles (MONAS) y es miembro del grupo de mujeres de Amnistía Internacional. Fue activista en el Movimiento nacional femenino para la paz que hizo presión por los derechos de las mujeres en el Parlamento de Mongolia mediante la redacción y el apoyo de la legislación sobre igualdad de derechos de género. Es partidaria activa del Centro Nacional Mongol contra la Violencia, que ayuda a las niñas y mujeres jóvenes víctimas de violencia.
Muchos de los esfuerzos en artes literarias y visuales de Shuudertsetseg han destacado la igualdad de género y la igualdad de derechos para las mujeres. Los derechos de las mujeres fueron el tema central en 180 Grados, un drama televisivo que escribió y que fue creado por su productora Shuuder Productions. El 3 de mayo de 2008 hizo una presentación sobre Renacimiento del feminismo en Mongolia, en un ciclo de conferencias patrocinado por Amnistía Internacional en la Universidad estatal de Mongolia. Ha colaborado en el Proyecto 11Eleven,  un documental que promueve la comprensión intercultural en un mundo cada vez más globalizado, y ha aportado varios artículos sobre los derechos de las mujeres, el sesgo de género y la igualdad a medios de comunicación mongoles e internacionales.

## Vida personal
Se casó con el periodista B.Boldkhuyag (Б.Болдхуяг) en 1991. Juntos tienen tres hijas; Amina, Ankhilmaa y Alma.